# William McFadden Orr
William McFadden Orr FRS (Comber, Condado de Down, Irlanda do Norte, 2 de maio de 1866 – 14 de agosto de 1934) foi um matemático britânico e norte-irlandês.
Frequentou o Methodist College Belfast e a Queen's University de Belfast, onde foi dentre outros aluno de John Purser, entrando depois no St John's College (Cambridge), graduando-se como Senior Wrangler em 1888. Foi eleito membro da Royal Society em 1909.
Foi apontado professor de matemática do Royal College of Science for Ireland em 1892 e professor de matemática pura e aplicada quando o college migrou para a University College Dublin em 1926. Aposentou-se em 1933 e morreu em 1934. Foi sepultado no Mount Jerome Cemetery em Dublin.